# Liste der Deutschen Hallenmeister im 3000-Meter-Lauf
Die Liste der Deutschen Hallenmeister im 3000-Meter-Lauf enthält alle Leichtathleten und Leichtathletinnen, die den 3000-Meter-Lauf bei Deutschen Leichtathletik-Hallenmeisterschaften gewannen.

## Deutsche Meisterschaften (DLV)
| Jahr | Ort               | Herren                                    | T [min] | Damen                                                 | T [min]          |
| ---- | ----------------- | ----------------------------------------- | ------- | ----------------------------------------------------- | ---------------- |
| 1954 | Frankfurt am Main | Heinz Laufer (TG Schwenningen)            | 8:22,8  | –                                                     | –                |
| 1955 | Kiel              | Heinz Westerteicher (Rot-Weiß Oberhausen) | 8:38,0  | –                                                     | –                |
| 1956 | Frankfurt am Main | Stefan Lüpfert (VfB Stuttgart)            | 8:18,0  | –                                                     | –                |
| 1957 | Kiel              | Stefan Lüpfert (VfB Stuttgart)            | 8:22,8  | –                                                     | –                |
| 1958 | Dortmund          | Heinz Laufer (SpVgg Feuerbach)            | 8:21,4  | –                                                     | –                |
| 1959 | Berlin            | Ludwig Müller (Weseler TV)                | 8:30,4  | –                                                     | –                |
| 1960 | Kiel              | Heinz Böthling (Olympia Neumünster)       | 8:20,6  | –                                                     | –                |
| 1961 | Stuttgart         | Wilhelm-Rüdiger Böhme (Hamburger SV)      | 8:04,6  | –                                                     | –                |
| 1962 | Dortmund          | Peter Kubicki (SC Charlottenburg)         | 8:02,8  | –                                                     | –                |
| 1963 | Berlin            | Peter Kubicki (SC Charlottenburg)         | 8:01,6  | –                                                     | –                |
| 1964 | Kiel              | Werner Girke (VfL Wolfsburg)              | 8:21,4  | –                                                     | –                |
| 1965 | Stuttgart         | Helge Franke (ATSV Saarbrücken)           | 8:04,2  | –                                                     | –                |
| 1966 | Kiel              | Werner Girke (VfL Wolfsburg)              | 8:05,8  | –                                                     | –                |
| 1967 | Dortmund          | Werner Girke (VfL Wolfsburg)              | 8:03,6  | –                                                     | –                |
| 1968 | Stuttgart         | Wolfgang Zur (Rot-Weiß Wuppertal)         | 8:06,0  | –                                                     | –                |
| 1969 | Dortmund          | Werner Girke (VfL Wolfsburg)              | 8:01,4  | –                                                     | –                |
| 1970 | Berlin            | Jürgen May (SV Schwalbe Hanau)            | 7:59,2  | –                                                     | –                |
| 1971 | Kiel              | Jürgen May (LG Hanau)                     | 8:08,6  | –                                                     | –                |
| 1972 | Stuttgart         | Jürgen May (LG Hanau)                     | 7:59,9  | –                                                     | –                |
| 1973 | Berlin            | Willi Maier (TSV Genkingen)               | 7:54,0  | –                                                     | –                |
| 1974 | München           | Wolfgang Riesinger (LG Ratio Münster)     | 8:17,2  | Ellen Wellmann, geb. Tittel (TuS 04 Leverkusen)       | 9:38,2           |
| 1975 | Stuttgart         | Peter Weigt (Stuttgarter Kickers)         | 7:54,8  | Christine Klemme (LC Göttingen)                       | 9:38,4           |
| 1976 | Dortmund          | Peter Weigt (Stuttgarter Kickers)         | 7:52,0  | Christa Vahlensieck, geb. Kofferschläger (Barmer TV)  | 9:26,6           |
| 1977 | Sindelfingen      | Karl Fleschen (SV Bayer 04 Leverkusen)    | 7:53,41 | –                                                     | –                |
| 1978 | Sindelfingen      | Patriz Ilg (TG Hofen)                     | 7:55,37 | –                                                     | –                |
| 1979 | Berlin            | Christoph Herle (LAC Quelle Fürth)        | 7:52,1  | –                                                     | –                |
| 1980 | Dortmund          | Karl Fleschen (LG Bayer Leverkusen)       | 7:52,9  | –                                                     | –                |
| 1981 | Sindelfingen      | Patriz Ilg (LAC Quelle Fürth)             | 7:56,19 | –                                                     | –                |
| 1982 | Dortmund          | Patriz Ilg (LAC Quelle Fürth)             | 7:54,78 | –                                                     | –                |
| 1983 | Sindelfingen      | Uwe Mönkemeyer (TV Wattenscheid)          | 7:58,89 | –                                                     | –                |
| 1984 | Stuttgart         | Patriz Ilg (LAC Quelle Fürth)             | 7:54,88 | –                                                     | –                |
| 1985 | Dortmund          | Christoph Herle (VfL Waldkraiburg)        | 7:42,97 | –                                                     | –                |
| 1986 | Sindelfingen      | Peter Belger (LG Bayer Leverkusen)        | 8:07,76 | –                                                     | –                |
| 1987 | Karlsruhe         | Dieter Baumann (VfL Waiblingen)           | 7:57,13 | Brigitte Kraus (ASV Köln)                             | 8:56,45          |
| 1988 | Dortmund          | Klaus-Peter Nabein (LAC Quelle Fürth)     | 8:01,57 | Vera Michallek, geb. Steiert (LG Frankfurt)           | 9:01,78          |
| 1989 | Stuttgart         | Frank Bialluch (LG Baunatal)              | 7:59,56 | Vera Michallek, geb. Steiert (LG Frankfurt)           | 9:02,02          |
| 1990 | Sindelfingen      | Klaus-Peter Nabein (LAC Quelle Fürth)     | 8:04,66 | Sabine Kunkel (VfL Wolfsburg)                         | 9:17,84          |
| 1991 | Dortmund          | Stéphane Franke (Salamander Kornwestheim) | 7:55,76 | Uta Pippig (SC Charlottenburg)                        | 8:56,44          |
| 1992 | Karlsruhe         | Dieter Baumann (LG Bayer Leverkusen)      | 7:51,77 | Rita Marquard (TSV 1860 München)                      | 8:56,20          |
| 1993 | Sindelfingen      | Mirko Döring (SC Empor Rostock)           | 8:08,72 | Christina Mai (LG Olympia Dortmund)                   | 9:10,24          |
| 1994 | Dortmund          | Dieter Baumann (LG Bayer Leverkusen)      | 7:46,02 | Christina Mai (LG Olympia Dortmund)                   | 9:15,25          |
| 1995 | Sindelfingen      | Mirko Döring (ASV Köln)                   | 8:11,32 | Monika Schäfer (LAC Quelle)                           | 9:23,63          |
| 1996 | Karlsruhe         | Uwe Pflügner (ESC Erfurt)                 | 7:59,80 | Monika Schäfer (LAC Quelle)                           | 9:03,69          |
| 1997 | Dortmund          | Dieter Baumann (TSV Bayer 04 Leverkusen)  | 7:39,32 | Kristina da Fonseca-Wollheim (SV Halle)               | 9:15,63          |
| 1998 | Sindelfingen      | Dieter Baumann (TSV Bayer 04 Leverkusen)  | 7:53,90 | Luminita Zaituc (LG Braunschweig)                     | 9:19,54          |
| 1999 | Karlsruhe         | Rüdiger Stenzel (TV Wattenscheid)         | 8:02,88 | Luminita Zaituc (LG Braunschweig)                     | 9:09,56          |
| 2000 | Sindelfingen      | Rüdiger Stenzel (TV Wattenscheid)         | 8:01,09 | Luminita Zaituc (LG Braunschweig)                     | 9:09,89          |
| 2001 | Dortmund          | Dieter Baumann (LAV Tübingen)             | 7:47,29 | Irina Mikitenko (LG Eintracht Frankfurt)              | 8:52,41          |
| 2002 | Sindelfingen      | Jan Fitschen (TV Wattenscheid)            | 8:03,60 | Kristina da Fonseca-Wollheim (LG Eintracht Frankfurt) | 9:19,29          |
| 2003 | Leipzig           | Jan Fitschen (TV Wattenscheid)            | 7:55,76 | Irina Mikitenko (LG Eintracht Frankfurt)              | 8:52,78          |
| 2004 | Dortmund          | Jan Fitschen (TV Wattenscheid)            | 8:02,59 | Sabrina Mockenhaupt (LG Sieg)                         | 8:53,77          |
| 2005 | Sindelfingen      | Jan Fitschen (TV Wattenscheid)            | 7:55,99 | Sabrina Mockenhaupt (LG Sieg)                         | 9:29,59          |
| 2006 | Karlsruhe         | Jan Fitschen (TV Wattenscheid)            | 7:53,14 | Antje Möldner (SC Potsdam)                            | 9:14,69          |
| 2007 | Leipzig           | Jan Fitschen (TV Wattenscheid)            | 7:57,30 | Sabrina Mockenhaupt (Kölner Verein für Marathon)      | 9:25,28          |
| 2008 | Sindelfingen      | Jan Fitschen (TV Wattenscheid)            | 7:54,43 | Antje Möldner (SC Potsdam)                            | 9:23,18          |
| 2009 | Leipzig           | Arne Gabius (LAV asics Tübingen)          | 7:59,37 | Sabrina Mockenhaupt (Kölner Verein für Marathon)      | 8:57,44          |
| 2010 | Karlsruhe         | Carsten Schlangen (LG Nord Berlin)        | 8:01,18 | Sabrina Mockenhaupt (Kölner Verein für Marathon)      | 9:13,67          |
| 2011 | Leipzig           | Jonas Hamm (LG Braunschweig)              | 8:05,53 | Maren Kock (LG Emstal Dörpen)                         | 9:27,33          |
| 2012 | Karlsruhe         | Arne Gabius (LAV Tübingen)                | 7:51,72 | Corinna Harrer (LG Telis Finanz Regensburg)           | 9:25,87          |
| 2013 | Dortmund          | Carsten Schlangen (LG Nord Berlin)        | 7:55,37 | Corinna Harrer (LG Telis Finanz Regensburg)           | 9:04,21          |
| 2014 | Leipzig           | Homiyu Tesfaye (LG Eintracht Frankfurt)   | 7:58,09 | Maren Kock (LG Telis Finanz Regensburg)               | 9:01,09          |
| 2015 | Karlsruhe         | Richard Ringer (VfB LC Friedrichshafen)   | 8:29,57 | Gesa Krause (LG Eintracht Frankfurt)                  | 9:04,84          |
| 2016 | Leipzig           | Florian Orth (LG Telis Finanz Regensburg) | 8:07,39 | Konstanze Klosterhalfen (TSV Bayer 04 Leverkusen)     | 8:56,36 ER (U20) |
| 2017 | Leipzig           | Richard Ringer (VfB LC Friedrichshafen)   | 7:59,68 | Alina Reh (SSV Ulm 1846)                              | 8:53,56          |
| 2018 | Dortmund          | Richard Ringer (VfB LC Friedrichshafen)   | 8:10,14 | Konstanze Klosterhalfen (TSV Bayer 04 Leverkusen)     | 8:36,01 DR       |
| 2019 | Leipzig           | Sam Parsons (LG Eintracht Frankfurt)      | 7:53,71 | Konstanze Klosterhalfen (TSV Bayer 04 Leverkusen)     | 8:32,47 DR       |
| 2020 | Leipzig           | Maximilian Thorwirth (SFD Düsseldorf-Süd) | 7:53,31 | Hanna Klein (LAV Stadtwerke Tübingen)                 | 9:21,72          |
| 2021 | Dortmund          | Mohamed Mohumed (LG Olympia Dortmund)     | 8:10,05 | Hanna Klein (LAV Stadtwerke Tübingen)                 | 8:54,37          |

## Meisterschaften der DDR (DVfL)
| Jahr | Ort         | Herren                                   | T [min] | Damen                                             | T [min] |
| ---- | ----------- | ---------------------------------------- | ------- | ------------------------------------------------- | ------- |
| 1964 | Berlin      | Siegfried Herrmann (SC Turbine Erfurt)   | 7:58,6  | –                                                 | –       |
| 1965 | Berlin      | Siegfried Herrmann (SC Turbine Erfurt)   | 7:53,2  | –                                                 | –       |
| 1966 | Berlin      | Siegfried Herrmann (SC Turbine Erfurt)   | 7:49,0  | –                                                 | –       |
| 1967 |             | Wolfgang Hanschke (SC Turbine Erfurt)    | 8:08,2  | –                                                 | –       |
| 1968 | Berlin      | Bernd Dießner (ASK Vorwärts Potsdam)     | 8:00,4  | –                                                 | –       |
| 1969 | Berlin      | Bernd Dießner (ASK Vorwärts Potsdam)     | 7:47,8  | –                                                 | –       |
| 1970 | Berlin      | Dietmar Nagel (SC Turbine Erfurt)        | 7:56,2  | –                                                 | –       |
| 1971 | Berlin      | Bernd Dießner (ASK Vorwärts Potsdam)     | 7:56,0  | –                                                 | –       |
| 1972 |             | Wilfried Scholz (SC Einheit Dresden)     | 7:56,2  | –                                                 | –       |
| 1973 |             | Gert Eisenberg (SC Leipzig)              | 7:57,6  | –                                                 | –       |
| 1974 | Berlin      | Wilfried Scholz (SC Einheit Dresden)     | 7:48,8  | –                                                 | –       |
| 1975 |             | Frank Baumgartl (SC Karl-Marx-Stadt)     | 8:02,8  | –                                                 | –       |
| 1976 |             | Jürgen Straub (ASK Vorwärts Potsdam)     | 7:57,6  | –                                                 | –       |
| 1977 |             | Manfred Kuschmann (SC Chemie Halle)      | 7:55,4  | –                                                 | –       |
| 1978 |             | Jörg Peter (SC Einheit Dresden)          | 8:02,8  | –                                                 | –       |
| 1979 |             | Andreas Bäsig (SC Cottbus)               | 7:53,2  | –                                                 | –       |
| 1980 | Senftenberg | Hansjörg Kunze (SC Empor Rostock)        | 7:55,1  | –                                                 | –       |
| 1981 |             | Hagen Melzer (SC Einheit Dresden)        | 8:03,5  | Gabriele Riemann (SC Dynamo Berlin)               | 9:41,4  |
| 1982 |             | Axel Krippschock (SC Dynamo Berlin)      | 8:08,3  | Gabriele Riemann (SC Dynamo Berlin)               | 9:21,8  |
| 1983 |             | Norbert Brötzmann (SC Magdeburg)         | 8:09,6  | Gabriele Martins, geb. Riemann (SC Dynamo Berlin) | 9:09,7  |
| 1984 |             | Hansjörg Kunze (SC Empor Rostock)        | 7:47,5  | Gabriele Martins, geb. Riemann (SC Dynamo Berlin) | 9:06,7  |
| 1985 | Senftenberg | Sven Wille (SC Chemie Halle)             | 8:04,65 | Ines Bibernell (SC Chemie Halle)                  | 9:00,49 |
| 1986 |             | Hagen Melzer (SC Einheit Dresden)        | 7:59,58 | Ines Bibernell (SC Chemie Halle)                  | 8:50,19 |
| 1987 |             | Jens-Peter Herold (ASK Vorwärts Potsdam) | 7:59,94 | Ines Obst(-Bibernell) (SC Chemie Halle)           | 9:01,38 |
| 1988 |             | Mike Dreißigacker (SC Dynamo Berlin)     | 8:03,13 | Kathrin Ullrich (SC Dynamo Berlin)                | 9:04,99 |
| 1989 | Senftenberg | Andreas Rettig (SC DHfK Leipzig)         | 7:59,61 | Birgit Barth (SC Dynamo Berlin)                   | 9:21,65 |
| 1990 | Senftenberg | Jens Karraß (SC Cottbus)                 | 8:02,67 | Andrea Hahmann (ASK Vorwärts Potsdam)             | 9:10,47 |